# Stenosi aortica
Per stenosi aortica si indica un restringimento dell'anulus aortico, molto diffuso soprattutto in soggetti con difetti valvolari. Nelle persone apparentemente sane, ovvero senza sintomi, il rischio è maggiore dopo i 60 anni di età, con la naturale modifica che interviene con l'invecchiamento. Questo restringimento determina un gradiente pressorio che impone al ventricolo sinistro di sviluppare una maggiore pressione con la sistole al fine di mantenere una gittata cardiaca adeguata alle richieste metaboliche. Il miocardio nel corso degli anni e man mano che la stenosi si fa più grave, sviluppa un'ipertrofia concentrica come meccanismo di compenso.

## Segni e sintomi
La classica triade di sintomi nei pazienti con stenosi aortica è:
- Sincope, che avviene durante lo sforzo, causata dalla caduta della pressione arteriosa sistolica quando vi è vasodilatazione sistemica in presenza di un volume d'eiezione fisso (o che comunque non può aumentare rispetto alle esigenze sistemiche, a causa della diminuita area valvolare);
- Dolore toracico (angina pectoris), che tipicamente si presenta sotto sforzo e diminuisce a riposo;
- Dispnea, dapprima da sforzo, poi ortopnea, dispnea parossistica notturna.

I sintomi, specie i primi due, si manifestano tardivamente, o comunque quando è presente un certo grado di insufficienza ventricolare sinistra.
I segni tipici rilevabili durante la visita clinica sono:
- Polso arterioso parvus et tardus, ovvero di bassa ampiezza (parvus), con un picco ritardato e a plateau e una discesa graduale (tardus);
- Sdoppiamento paradosso del secondo tono, dato dalla ritardata chiusura della valvola aortica;
- Soffio sistolico in focolaio aortico, dalla tonalità aspra, tipicamente in crescendo-decrescendo (a diamante) che inizia subito dopo il primo tono, raggiunge la massima intensità a metà sistole e scompare un attimo prima di udire il secondo tono. Si può irradiare al collo e alla punta (segno di Gallavardin);
- Quarto tono accentuato, causato dall'energica contrazione atriale contro un ventricolo sinistro ipertrofico e quindi poco distensibile;
- Click d'eiezione, comune nei bambini e giovani portatori di stenosi aortica congenita;
- Pulsus alternans, in caso di disfunzione sistolica del ventricolo sinistro.

## Eziologia

### Cause maggiori
In un grande numero di casi la stenosi è da degenerazione e calcificazione dei lembi valvolari. Tali alterazioni, in era pre-antibiotica, potevano dipendere da un attacco di febbre reumatica da infezione da streptococco, in altri casi da sclerosi idiopatica o da cardiopatica congenita.
La stenosi cronica può comportare un'insufficienza del ventricolo sinistro - con relativo scompenso cardiaco - quando si è superato il tempo giusto per la sostituzione chirurgica della valvola, che rappresenta l'unica terapia definitiva per la cura di queste affezioni.

### Cause minori
Cause rare della stenosi sono: artrite reumatoide, iperlipoproteinemia omozigote di tipo II, lesioni da radioterapia, malattia di Paget e infine il lupus eritematoso sistemico.

## La valvola aortica bicuspide

Un esempio di valvola aortica bicuspide

La valvola aortica bicuspide è un difetto congenito che consiste nell'assenza di una cuspide, con normale funzionamento delle cuspidi rimanenti. Tale difetto interessa fino al 2% della popolazione generale. Talora può esservi insufficienza.
Tale difetto può predisporre, per l'aumento delle turbolenze del sangue, a fibrosi e alla calcificazione prematura dei lembi valvolari. Normalmente l'ispessimento e la calcificazione delle valvole inizia dalla sesta-settima decade, come espressione dell'invecchiamento naturale dell'organismo; in presenza del difetto congenito, tale deposito viene generalmente anticipato.

## Fisiopatologia
La stenosi aortica porta a un aumento della resistenza che il ventricolo deve vincere per mantenere il flusso sanguigno costante, pertanto il gradiente pressorio fra ventricolo e aorta aumenterà proporzionalmente al grado di stenosi. Questo sovraccarico di pressione per il cuore viene compensato con ipertrofia concentrica: le pareti del ventricolo si ispessiscono ma non aumenta il volume della cavità. Tale processo permette di mantenere una buona capacità contrattile del cuore, per far fronte ai bisogni perlomeno a riposo. L'ipertrofia concentrica va a scapito però della compliance ventricolare, con un incremento proporzionale del consumo di ossigeno. L'ipertrofia coinvolge poi anche l'atrio perché deve accrescere la forza di contrazione per riempire ottimamente il ventricolo, dove la pressione è aumentata.
Il flusso nei vasi coronarici è inoltre ostacolato da questa alta pressione diastolica endocavitaria, essendo maggiormente compressi.
In caso di sforzo pertanto:
- aumenta la richiesta d'ossigeno, mentre la perfusione è ostacolata;
- aumenta la pressione sistolica ventricolare, perché non è sufficientemente controbilanciata dalla diminuzione delle resistenze periferiche a seguito di vasodilatazione; inoltre nemmeno la portata è aumentata a causa della stenosi che limita il flusso;
- aumenta il postcarico, causato dall'aumento di pressione ventricolare sistolica, che impedisce una corretta espulsione in sistole di tutto il sangue giunto durante la diastole.

Tutto questo può portare ad aggravamento con congestione polmonare, manifesta con dispnea, dilatazione del ventricolo, insufficienza ventricolare sinistra e mitralica.

## Tipologia
L'ostruzione può essere valvolare, sopravalvolare oppure sottovalvolare (o membranosa). Le ostruzioni valvolari sono conseguenza di processi infiammatori o degenerativi, talvolta sovrapposte a problemi di origine congenita, pertanto tipiche dell'età avanzata, mentre le stenosi sopravalvolari e sottovalvolari sono sempre d'origine congenita, manifestandosi quindi in età infantile o giovanile.

### Stenosi valvolare aortica
La stenosi valvolare è a sua volta suddivisa in congenita, reumatica o anche calcifica (o degenerativa); in questi casi, se non associata a una stenosi mitralica, si correla alla tipologia congenita o degenerativa.
- Stenosi aortica calcificata, la si può osservare in persone con età superiore a 35 anni ed è conseguenza della calcificazione di una valvola che per patologia congenita o reumatica è divenuta soggetta ad alterazioni degenerative.

### Stenosi aortica sopravalvolare
È una forma congenita della stenosi, accompagnata di solito da ispessimento intimale e ipertrofia della media. Si crea un gradiente pressorio intra-aortico (mentre nella stenosi valvolare il gradiente è tra ventricolo sinistro e aorta).

### Stenosi aortica sottovalvolare
Questa tipologia si riscontra in circa il 20% di tutte le stenosi aortiche, suddivise in tre varietà anatomiche principali:
- A diaframma, dove è presente una membrana fibrosa circolare. Il diaframma può essere completo o incompleto. La zona di competenza varia da pochi millimetri a 2–3 cm sempre sotto la valvola aortica;
- A tunnel, con restringimento fibromuscolare diffuso della parte di efflusso del ventricolo sinistro;
- Fibromuscolari, con presenza di un "collare" o di uno sperone subaortico.

Tali forme vengono distinte dalla cardiomiopatia ipertrofica ostruttiva, ma in una persona, anche se raramente, le si possono ritrovare entrambe.
La terapia radicale di queste forme è esclusivamente chirurgica.

## Esami
L'esame necessario per seguire l'evoluzione della patologia è l'ecocardiogramma Doppler: esame non invasivo e ripetibile ogni sei-dodici mesi, a seconda del grado di ostruzione, permette di valutare sede ed entità della stenosi, oltre che la presenza di calcificazioni. L'angiografia delle coronarie viene eseguita esclusivamente come dato pre-intervento chirurgico.

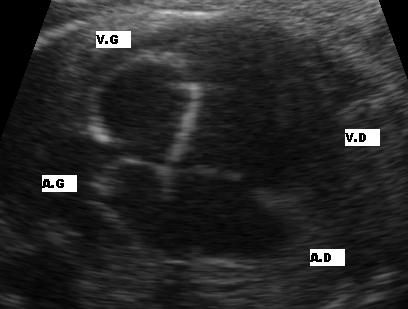
Stenosi aortica: il ventricolo sinistro appare più luminoso, si tratta di una sofferenza del miocardio

L'elettrocardiogramma evidenzia ipertrofia ventricolare, d'ingrandimento atriale sinistro, mentre alla radiografia si apprezza un cuore globoso, con l'aorta ascendente spesso dilatata.

## Prognosi
La stenosi può rimare silente e senza sintomi per molto tempo (grazie alla riserva funzionale del ventricolo sinistro). Dopo la comparsa, solitamente con angina, sincopi e dispnea, si assiste a una rapida involuzione del quadro. La morte è improvvisa nel 15-20% dei casi, mentre arriva dopo 2-6 anni se non si procede con un intervento chirurgico.
La stenosi aortica grave e sintomatica comporta una prognosi sfavorevole. Al momento, non esiste un trattamento farmacologico, rendendo il momento della sostituzione della valvola aortica la decisione più importante da prendere per questi pazienti.
Fino a tempi recenti, la sostituzione chirurgica della valvola aortica era il trattamento standard per gli adulti con stenosi aortica grave e sintomatica. Tuttavia, i rischi associati alla sostituzione chirurgica della valvola aortica sono aumentati nei pazienti anziani e in quelli con insufficienza cardiaca sistolica grave concomitante o malattia coronarica, nonché nelle persone con comorbidità come malattie cerebrovascolari e arteriose periferiche, malattia renale cronica e disfunzione respiratoria cronica. I pazienti con stenosi aortica grave sintomatica hanno un tasso di mortalità di circa il 50% a 2 anni senza intervento.

## Terapie
Se il paziente è asintomatico, la stenosi non è severa (velocità massima del sangue attraverso la stenosi, rilevata con ecodoppler, <4 m/s, gradiente medio di pressione transvalvolare <40 mmHg, area dell'orifizio aortico > 1 cm2) e la frazione di eiezione è superiore al 50%, il paziente viene seguito nel tempo. Si attua comunque, a scopo cautelativo, la profilassi antibiotica per evitare l'endocardite infettiva.
Se la stenosi è sintomatica ed è severa (velocità massima del sangue attraverso la stenosi, rilevata con ecodoppler, >4 m/s, gradiente medio di pressione transvalvolare >60-70 mmHg, area dell'orifizio aortico < 1 cm2) è necessario l'intervento chirurgico.
Altri ritengono che il gradiente medio debba essere portato a 80-100 mmHg. Secondo le linee guida americane 2006 sul management del paziente con valvulopatie, discriminante è la frazione di eiezione. Se risulta <50%, si ha indicazione all'intervento chirurgico anche se il paziente è asintomatico.
La terapia chirurgica è in genere legata alla sostituzione della valvola.
Le valvole tissutali possono avere una durata di 10-20 anni. Tuttavia, tendono a deteriorarsi più rapidamente nei pazienti più giovani. Sono attualmente oggetto di studio nuovi modi per preservare il tessuto più a lungo. Uno di questi trattamenti di conservazione è attualmente utilizzato in una valvola cardiaca tissutale disponibile in commercio. Negli studi condotti su pecore e conigli, il tessuto (chiamato tessuto RESILIA™) ha presentato una calcificazione inferiore rispetto al tessuto di controllo. Tuttavia, non sono ancora disponibili dati sulla durabilità a lungo termine nei pazienti.
Le valvole tissutali sono con o senza stent. Le valvole con stent sono disponibili in dimensioni comprese tra 19-29 mm.* Sabiston, Sabiston and Spencer's Surgery of the Chest E-Book, Elsevier Health Sciences, 16 dicembre 2010, ISBN 978-1-4557-0009-7. Le valvole senza stent vengono direttamente suturate alla radice aortica. Il vantaggio principale delle valvole senza stent è che limitano la discrepanza paziente-protesi (quando l'area della valvola protesica è troppo piccola rispetto alle dimensioni del paziente, aumentando la pressione all'interno della valvola) e possono essere utili quando si tratta di una piccola radice aortica. Il loro svantaggio è che necessitano di più tempo per l'impianto rispetto alle valvole con stent.* Sabiston, Sabiston and Spencer's Surgery of the Chest E-Book, Elsevier Health Sciences, 16 dicembre 2010, ISBN 978-1-4557-0009-7.
Tuttavia, il rischio di formazione di coaguli di sangue è maggiore con le valvole meccaniche rispetto alle valvole tissutali. Pertanto, i portatori di valvole cardiache meccaniche devono assumere farmaci anticoagulanti (fluidificanti del sangue), come il warfarin, per il resto della loro vita, rendendoli più inclini a emorragie. Talvolta, il suono della valvola può essere avvertito (spesso sotto forma di clic) e può essere inquietante.
La scelta della valvola è una decisione ponderata tra la minore durata delle valvole tissutali e il maggior rischio di coaguli di sangue ed emorragie a cui espongono le valvole meccaniche. Le linee guida suggeriscono che quando si sceglie una valvola è necessario considerare l'età, lo stile di vita e l'anamnesi medica del paziente. Le valvole tissutali si deteriorano più rapidamente nei pazienti giovani e durante la gravidanza, ma sono preferibili per le donne che desiderano avere figli poiché la gravidanza aumenta il rischio di coaguli di sangue. In genere, una valvola tissutale è considerata per i pazienti di età superiore a 65 anni.
Uno dei maggiori svantaggi delle valvole cardiache meccaniche è la loro associazione a un maggior rischio di coaguli di sangue. I coaguli formati da globuli rossi e piastrine danneggiati possono ostruire i vasi sanguigni con gravi conseguenze. Le persone con valvole meccaniche devono assumere anticoagulanti (fluidificanti del sangue), come il warfarin, per il resto della loro vita.
Le valvole cardiache meccaniche possono inoltre causare anemia emolitica meccanica, una condizione in cui i globuli rossi rimangono danneggiati mentre attraversano la valvola.
Alcuni pazienti portatori di valvole meccaniche riescono a percepire dei clic quando la loro valvola si chiude, che alcuni di loro trovano inquietanti. Può presentarsi, poi, il fenomeno della cavitazione, che consiste nella formazione di microbolle a causa di una caduta di pressione al di sotto della pressione di vaporizzazione a una data temperatura. La cavitazione nella circolazione sanguigna può portare a guasti meccanici della valvola cardiaca, pertanto, i test di cavitazione sono una parte essenziale del processo di verifica della progettazione della valvola.
Dal 2007, in Italia esiste un'ulteriore modalità di trattamento, l'impianto valvolare aortico transcatetere (meglio nota come TAVI). Si tratta di una tecnica simile all'angioplastica, nel senso che la valvola nativa viene lasciata in loco e tramite catetere, senza quindi toracotomia/sternotomia tradizionale, si impianta la protesi. Questo trattamento è indicato per pazienti con stenosi aortica severa, come sopra descritta, con rischio proibitivo, elevato o intermedio nel trattamento chirurgico tradizionale.

## Diagnosi correlate
I soggetti con stenosi aortica, secondaria a una reazione immunitaria con aggressione delle strutture valvolari, possono essere soggetti ad arteriosclerosi.